# Amt für Binnen-Verkehrstechnik
Das Amt für Binnen-Verkehrstechnik ist eine der Generaldirektion Wasserstraßen und Schifffahrt (GDWS) nachgeordnete Dienststelle mit Sitz in Koblenz.
Die Unterbehörde des Bundes wurde am 31. Januar 2023 als Nachfolgeorganisation für die Fachstelle der WSV für Verkehrstechniken gegründet. Das neue Amt soll die Implementierung und den Betrieb komplexer verkehrstechnischer Systeme, den länderübergreifenden Datenaustausch und damit die internationale Vernetzung in der Binnenschifffahrt weiter stärken.
Das Amt für Binnen-Verkehrstechnik ist ferner zuständig für die Konstruktion, Erprobung und Bereitstellung von Schifffahrtszeichen, für die Ausstellung von Funkbetriebszeugnissen und die Durchführung von Typprüfungen von Navigationsgeräten und Zertifizierungsverfahren.